# Paleotullbergiidae
Paleotullbergiidae (лат.) — семейство коллембол из надсемейства Hypogastruroidea (Poduromorpha).

## Классификация
Встречаются в Афротропике (Кот-д’Ивуар). Известен 1 вид. Коллемболы семейства Paleotullbergiidae относится к надсемейству Hypogastruroidea (Poduromorpha).
- Семейство Paleotullbergiidae
  - Род Paleotullbergia Delamare Deboutteville, 1950[3] — 1 вид
    - Paleotullbergia primigenia Delamare Deboutteville, 1951 — Кот-д’Ивуар